# آخر سلالة الموهيكيين (1920 فلم ألماني)
«آخر سلالة الموهيكيين» (بالألمانية: Der Letzte der Mohikaner)  هو فيلم من إنتاج Hلماني تم إنتاجه عام قالب:1920، وهو مقتبس عن رواية تحمل الاسم ذاته (آخر سلالة الموهيكيين (رواية))
الفيلم من إخراج: آرثر ويلن،
وتأليف: جايمس فينيمور كوبر وروبرت هايمن.
الفيلم من بطولة: بيلا لوغوسي،
تصوير سينمائي: إيرنست بيلهاج،
تاريخ العرض 10 نوفمبر 1920.
البلد: جمهورية فايمار،
اللغة: سينما صامتة لغة ألمانية
«آخر سلالة الموهيكيين» (بالألمانية: Der Letzte der Mohikaner هو الجزء الثاني والأخير من سلسلة أفلام مغامرة/فيلم مغامرة أنتجت في عام 1920، وكان أولها فيلم جوارب جلدية {Lederstrumpf]. الفيلم من إخراج روبرت هايمن ومن بطولة بيلا لوغوسي وهو مبني على أحداث رواية جايمس فينيمور كوبر التي تحمل الاسم ذاته آخر سلالة الموهيكيين (رواية) وتلك الرواية هي الجزء الثاني لرواية قاتل الغزلان وشينغكوج، (Der Wildtöter und Chingachgook)

## ممثلون
- تشارلز بارلي [Charles Barley] في دور هاري
- إدوارد إيسناك {Edward Eyseneck} في دور ويرلي
- هيرتا هيدن [Herta Heden]في دور جودث هيتر
- جوتفري كراوس [Gottfried Kraus] في دور توم هيتر
- بيلا لوغوسي [Béla Lugosi] في دور شينغكوج
- إيميل مامالوك [Emil Mamelok] في دور قاتل الغزلان
- إيرنا راهبيرغر [Erna Rehberger] في دور هيتي هيتر
- كيرت روتنبرغ [Kurt Rottenburg] في دور ماغوا
- إيجون سانهنلاين [Egon Söhnlein] في دور كول مونرو
- مارجو سكلوفسكا [Margot Sokolowska] في دور وا-طا-وا
- هيدي سفين [Heddy Sven] في دور كورا مونرو

## وصلات خارجية
- مقالات تستعمل روابط فنية بلا صلة مع ويكي بيانات